# テザー (暗号通貨)

テザー（tether）は、Tether社が2015年2月から発行している、米ドルとペッグした暗号通貨。単位は USDT。2018年2月13日時点でテザーの時価総額は24.6億ドルに達し、それは暗号通貨として世界17位にあたる。規模は小さいがユーロとペッグしたユーロ・テザー (EURT) も発行されている。
ビットコインのような供給量が一定に決まっている暗号通貨は需要の増減により相場の極端な騰落が起こるが、テザーは同じブロックチェーン技術を使った暗号通貨ながら米ドルとの等価交換を謳い、実際にほぼ 1USDT = 1米ドルの相場を常に維持してきている。米ドルとペッグするというコンセプトの暗号通貨は他にも CoinoUSD、NuBits、BitUSD があるが、いずれも2014年から発行されたそれらの通貨は次第に流通量が減り普及に至っていない。一方、後発のテザーはそれら先行の暗号通貨とは違って発行額と同額の米ドル（リアルマネー）を準備金としてあらかじめTether社が蓄え、必要に応じて利用者の引き出しに応じられるようにしておくという古典的なカレンシーボード制をとり、それが信頼につながって唯一順調に流通量を増やし、同種の暗号通貨の代表格となった。ただしテザーが真に額面通りの米ドルの裏打ちを持っているかについては疑義を呈する声もある（後述）。
テザーは、価値の保蔵手段として使え、交換媒介物としても使え、従来の不換紙幣のように不変の係数貨幣という側面を持つ。テザーは相場変動が無い点で一般の路面店にとっても客からの支払い手段として受け入れ易い面がある。
テザーは当初ビットコイン・ブロックチェーンの技術に基づいてオムニ・レイヤを通じて発行され、2017年6月にビットコイン・ブロックチェーンからライトコイン・ブロックチェーンに移行した。2018年1月からはイーサリアム・ブロックチェーンも並行して採用された。
Tetherは、Proof of Reservesがキチンとなされていれば、Tether Limitedに入金された法定通貨は発行されたテザーと常に同額となるように維持される。Tether Limitedに入金された法定通貨の総額はリアルタイムに公式で公開され誰でも確認することができる。

## 法的位置づけ
テザーは法定通貨ではなく、金融商品でもない。テザーを保有することは、何ら契約上の権利、その他の請求権、損失に対する保障を意味するものではない。
Tether社は暗号通貨が法的に認められていない国・地域では営業しない。Tether社は銀行ではなく、連邦準備銀行に法定準備金を預けることは求められておらず、実際預けていない。テザーは法定通貨ではないので預金保険で保護されない。
テザーを使った取引は、顧客の身元確認や資金洗浄対策といった金融機関に求められる銀行基準の規制コンプライアンスを満たしていないとの指摘もある。

## Tether社
Tether社は2015年11月に設立され、CEO はジャン・リュードヴァイカス・ヴァン・デァ・ヴェルデである。オフィスは香港と米国にある。
2017年11月に、約3100万ドル相当のテザーがTether社から盗まれた。この盗難を受け、Tether社は取引を一時中断し、盗まれたものとTether社がみなした全てのトークンを取引不能にするための緊急「ハードフォーク」を実行する新しいソフトウェアの運用を始めると表明した。2017年12月19日時点で、限定的なウォレット・サービスを再開し、未決状態だった取引のバックログの処理を始めたと発表した。
2017年12月には、「新しいプラットフォームへの統合」が行なわれるまでトークンの法定通貨への償還を見合わせると発表した。
2018年1月にTether社はそれまでの監査法人との関係を解消したと発表した。

### 米ドルの裏打ちの真偽
従来のカレンシーボード制と同様、Tether社にはテザーの発行元としてその巨額な準備金の利息が入ることになる。もっとも、Tether社は外部からの監査を通じてその引当金勘定を透明化しようとしているが、監査を公にする約束はしているもののいずれも拒絶あるいは中断している。
Tether社は、規模にして世界で3番目に大きい暗号通貨取引所である Bitfinex と近しい関係にあり、パラダイス文書がリークしたところでは、とある海外の法律事務所が Bitfinex の経営者である Phil Potter と Giancarlo Devasini に、イギリス領ヴァージン諸島でのTether社設立で協力したとある。Bitfinex とTether社の関係には様々な疑問が投げかけられており、そのひとつが、裏打ちの無いテザーが大量に発行されて Bitfinex に流れ込み暗号通貨バブルを後押ししているのではないかというものである。2017年9月、Bitfinex とTether社は批判に応える形で、テザーはリアルマネーに基づいて財政管理されているという会計書類を公開した。しかし監査法人のフリードマンLLPが作成したこの会計書類は、冒頭で「この情報は単にTether社の運営の助けとすることを目的としており、その運営の便に供するためだけのものであり、その他の関係者から利用・信頼されることを意図しておらず、実際そうされてはならない」と断っている。ニューヨーク・タイムズは、その文書は注意深く言葉を選びながら結局テザーが米ドルに裏打ちされていることを証明しておらず、いずれにせよ Bitfinex とTether社は法を犯しているようであり、「Tether社と関わるべきでない理由は山ほどある」という、フリーの弁護士であるルイス・コウインのコメントを報じた。同様に、経済ニュースを配信するFTアルファヴィルは、その会計書類は「監査文書ではない」と注意を促し、「要するに、文書や記録が完全に検証されたことは無いようだ。この会計書類はまた、問題とされている貸借勘定においてその他の点で債務が無いのかということを明らかにできていない」と報じた。

## Bitfinex
Bitfinex は、華泰銀行、凱基銀行、第一商業銀行、台新銀行という台湾の4行に顧客資金を抱えていた。米国の顧客に宛てた送金の全ては、これらの銀行の取引行であるウェルズ・ファーゴに送られ、顧客の口座への入金を代行した。2017年4月17日に Bitfinex は、翌日からその取引所に対する送金が台湾の銀行によって遮断・謝絶されることになると発表した。そして「全ての米ドルの預り金は追って通知するまで凍結する」と発表した。ウェルズ・ファーゴが Bitfinex との関係を解消したため、多くの顧客が暫くの間、全く引き出しができない状態になった。Bitfinex はウェルズ・ファーゴに対して訴訟を起こした。Tether社も訴訟に加わったが、後に Bitfinex とTether社は訴えを取り下げた。
2017年12月2日、Bitfinex は米国の顧客向けのサービスを採算が取れないため終了すると発表し、ウェルズ・ファーゴは取引行としての関係を解消した。